# Armand Louis de Gontaut
Armand Louis de Gontaut, książę de Lauzun, diuk de Biron znany zarówno jako ks. de Lauzun, jak i jako de Biron (ur. 13 kwietnia 1747 w Paryżu, zm. 31 grudnia 1793) – francuski arystokrata, wojskowy i słynny pamiętnikarz oraz wolnomularz.

## Życiorys
Jego ojciec, Charles Antoine de Gontaut-Biron (1708-1798), był francuskim wojskowym, a dziadek, Charles-Armand de Gontaut-Biron (1663-1756), marszałkiem Francji.
Armand-Louis był już w wieku lat piętnastu dworskim bawidamkiem i uwodzicielem, choć jak się wydaje, naprawdę często się zakochiwał i cierpiał gdy był odrzucony. Madame de Pompadour prosiła go często o odczytanie czegoś na głos, ponieważ miał piękną dykcję.
Od 1766 roku walczył na Korsyce przeciw wojskom Pasquale Paoliego. Dowodził tam oddziałem gwardii.
Był wielkim anglofilem, przywódcą stronnictwa miłośników angielskich; zwyczajów, ustroju, filozofii i mody, a także autorem eseju o obronności Imperium Brytyjskiego: Etat de defense d’Angleterre et de toutes ses possessions dans les quatres parties du monde, i kochankiem lady Lennox.
Należał do „liberalnej” koterii Étienne-François de Choiseula, który był mężem siostry żony jego ojca. Armand Louis de Gontaut stracił na niełasce Choiseula w 1770 roku, ponieważ pozostał wobec niego lojalny. Niezależnie od uwielbienia Anglików, w 1779 pojechał do Ameryki by wspomóc kolonistów amerykańskich przeciw Brytyjczykom. Amerykanie nazwali na jego cześć statek „USS Duc de Lauzun” zwodowany w 1782 roku. Po powrocie, tak jak Mirabeau czy markiz de La Fayette należał do „liberałów” oczekujących reform ustrojowych i wprowadzenia zasad konstytucjonalizmu.
W 1783, na prośbę swej ostatniej kochanki, spisał pamiętniki (Memoires), które opowiadają o jego losach w latach 1759–1783 i przedstawiają bez osłonek obraz elit politycznych tamtych czasów. Wydane po raz pierwszy w 1822 roku, a potem znów w 1858 roku. Za każdym razem wywoływały pewien skandal, ponieważ wielu zależało na ukryciu informacji w nich zawartych. Francuska arystokracja chciała ukryć niedociągnięcia moralne epoki przedrewolucyjnej, a Czartoryscy chcieli ukryć, jak łatwą zdobyczą dla wielu była księżna Izabela Czartoryska i wielokrotne „przyprawienie przez nią rogów” Adamowi Kazimierzowi Czartoryskiemu. Sam Lauzun opisuje, że jego rywalem o jej względy był Nikołaj Repnin.
Za rewolucji był generałem armii rewolucyjnej i w tej roli zdobył pochwały nawet od Lazare’a Carnota. W 1793 roku do Francji przybyła jego żona, z którą żył już wówczas od dawna w separacji, a która chciała spróbować odzyskać rodowe dobra. Podjął się jej obrony (choć nigdy jej nie kochał), lecz przeliczył swe wpływy – jej nie ocalił, a na siebie wydał przy okazji wyrok. Został ścięty w grudniu 1793 roku.

## Dzieła
- État de defense d’Angleterre et de toutes ses possessions dans les quatres parties du monde
- Memoires

## Wydania dzieł
- Duc de Lauzun, Pamiętniki, PIW Warszawa 1976.

## Literatura
- Yves Guéna: Moi duc de Lauzun, citoyen Biron. – Flammarion ISBN 2-08-067513-3.
- Lauzun Pariser Gespräche (Le ton de Paris) in Franz Blei(inne języki) u.a. Geist und Sitten des Rokokko. Hueber, München 1977, ISBN 3-19-001306-3.